# Сеченьи, Франк
Франк (Франциск) Сеченьи (венг. Szécsényi Frank; ? — 1408) — крупный венгерский барон и военачальник, который был убежденным сторонником короля Сигизмунда Люксембургского. Он участвовал в различных военных кампаниях против Османской империи. В 1401 году он присоединился к заговору магнатов против Сигизмунда, но вскоре после этого вернулся к верности королю, сохранив свое политическое влияние до самой смерти.

## Семья
Франк родился во влиятельной семье Сеченьи. Один из трёх сыновей Коньи Сеченьи (? — 1367), бана Хорватии, и Элизабет Хашендорфер, дочери австрийского дворянина Вульфинга Хашендорфера из Хашендорфа/Хасфальвы (сегодня часть Неккенмаркта в Австрии). Его братьями были Николас (последний раз упоминается в 1383 году) и Симон, также барон и его самый сильный союзник на политическом уровне. Семья Сеченьи происходила из клана Качичей. Дедом Франка был Томас Сеченьи (? — 1354), который получил известность во время войны короля Карла I Роберта против венгерских магнатов и впоследствии получил многочисленные земельные пожертвования.
Указывая на социальный статус своей семьи, Франк Сеченьи женился на Екатерине Конт, дочери Миклоша Конта (? — 1367), палатина Венгрии, который был одним из ведущих магнатов короля Венгрии Людовика I Великого. У них было двое детей, Ладислав II и Елизавета. После смерти своей первой жены Франк Сеченьи около 1393 года женился на Анне Лишкой, вдове Ладислава Микшфи. В этом браке родились еще две дочери: Доротея, вышедшая замуж за Сцибора II из Сцибожице, и Екатерина.

## Карьера

### Ранняя карьера
Его постоянным местом жительства был замок Холлокё, поэтому в современных документах он часто упоминается как Франк из Холлокё. Впервые он появился в хартии в 1369 году как взрослый, когда он уже был юридически в состоянии действовать в делах о владении. В следующий раз он был упомянут в 1372 году, по-прежнему без каких-либо конкретных почетных титулов или званий. В следующем году, теперь уже в качестве магистра, он возглавил один из венгерских вспомогательных отрядов в Италии, чтобы оказать помощь семье Каррарези (или да Каррара) и их отцу Франческо I, лорду Падуи, который вел бесплодную войну против своего могущественного соседа, Венецианской Республики, также главного врага короля Венгрии Людовика I. Вернувшись домой, Франк Сеченьи в 1374 году был назначен ишпаном графств Ваш и Шопрон. Кроме того, он также выполнял функции кастеляна замка Кесег. Он занимал одновременно эти три должности до 1379 года . В королевской хартии от августа 1378 года он также упоминается как ишпан из соседнего комитата Зала . Франк Сеченьи числился среди баронов королевства с 1380 года. Он участвовал в войне Карла Дураццо против неаполитанской королевы Иоанны I в первой половине 1381 года. После смерти короля Венгрии Людовика I Франк Сеченьи был назначен королевой Марией главой комитата Шарош, занимая эту должность с 1382 по 1383 год . Он снова служил ишпаном комитатов Ваш и Шопрон и кастелян Кесега в неспокойные годы 1382—1386 годов и как ишпан округа Зала в 1383 году. Как сторонник королев против Карла Дураццо, который претендовал на венгерский трон, в этом отношении он отвечал за защиту южной границы в Славонии от сторонников Карла, которые восстали против правления Марии.

### Сторонник Сигизмунда

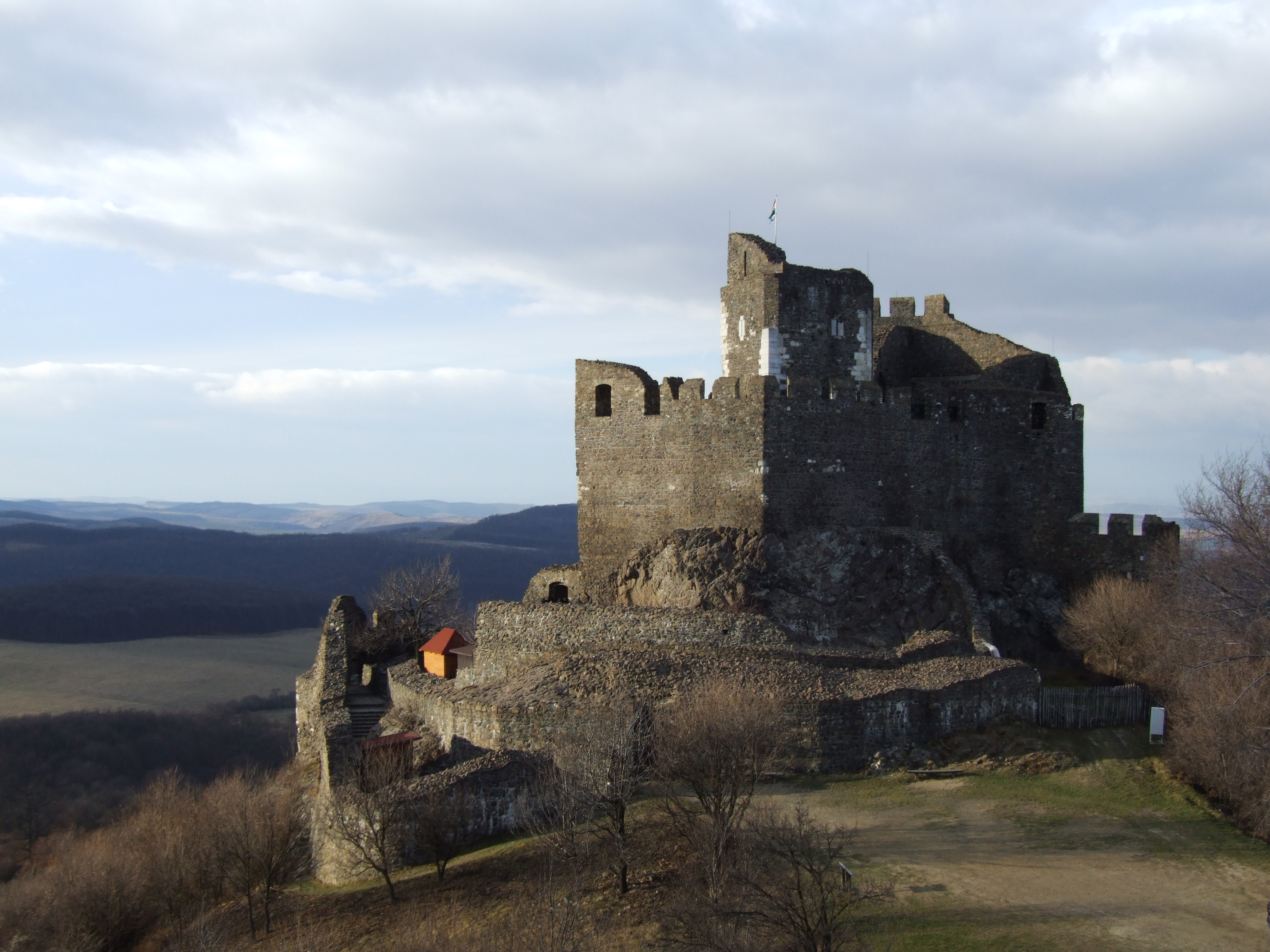
Замок Холлокё, резиденция Франка Сеченьи

Братья Сеченьи были одними из первых внутренних сторонников Сигизмунда Люксембургского, который прибыл в Венгрию, чтобы подтвердить брачное соглашение с королевой Марией. Сигизмунд учредил двор в качестве маркграфа Бранденбурга, после того как навсегда поселился в Венгрии после Дьёрского договора. Несколько раз Франк Сеченьи поручал клеркам канцелярии издавать уставы. После пленения и заключения королев влияние Сигизмунда возросло, которое достигло своего пика после спасения Марии и его коронации в качестве соправителя 31 марта 1387 года. За свою лояльность Сеченьи был переведен в богатую урбанизированную Верхнюю Венгрию, где он был назначен на должность ишпана в комитатах Золиом, Хонт и Ноград, прослужив там до 1390 года. Помимо древних родовых поместий в регионе, Сеченьи получил множество земель и деревень от Сигизмунда в следующем годы. Как лорд территорий, он принимал активное участие в распространении идеологической легитимности относительно непопулярного Сигизмунда. Начиная с анжуйской эпохи легенда о святом Ладиславе послужила сюжетом для многочисленных фресок, написанных в средневековых церквях Венгрии. Святой Ладислав I Венгерский, который был идеалом идеального монарха, воина и христианина для того времени, был глубоко почитаем Сигизмундом. В качестве дарителя Франк Сеченьи заказал подготовку фресок в церквях Римабанья, Карашко, Ките и Римабрезо (сегодня Римавска Баня, Красково, Киятице и Римавске Брезово в Словакии соответственно), на которых изображены библейские сцены или детали из легенды о Ладиславе. В последнем отношении фигура Сигизмунда изображала Ладислава, проводя параллели между двумя монархами.
В 1389 году Франк и Симон Сеченьи участвовали в военном походе на Сербию, который состоялся после битвы за Косово. Оба они участвовали в успешных осадах фортов Борач и Честин. Франк занимал должность королевского казначея с 1392 по 1393 год, хотя впервые он появился в этом качестве 10 февраля 1393 года. В августе 1393 года его также называли судьей ясов (лат. iudex Philisteorum).
Сигизмунд Люксембургский начал готовить войну против Османской империи после их сербского вторжения в 1389 году, которое постепенно переоценило роль Трансильвании как плацдарма для вербовки и защиты границ. В результате король заменил относительно неопытного в военном отношении Эмерика Бебека своим верным солдатом Франком Сеченьи на сан воеводы Трансильвании в октябре 1393 года. Кроме того, он также управлял комитатом Арад . После краткого визита в декабре 1393 года Сеченьи прибыл в провинцию, чтобы остаться навсегда к началу мая 1394 года с сейма в Буде, где получил инструкции от Сигизмунда. Франк Сеченьи послал придворного рыцаря Григория Бетлена в Валахию для переговоров с господарем Мирчей I, который поддерживал тесные отношения с Сигизмундом, полагаясь на их общие интересы в борьбе против османской экспансии. После того, как Мирче пришлось отступить в Венгрию после вторжения Баязида, Сигизмунд переехал в Торду (сегодня Турда в Румынии), где в декабре 1394 года Франк Сеченьи созвал генеральную ассамблею, чтобы провозгласить и организовать insurrectio, «восстание» знати против османов. Их армия пересекла Карпатские горы в январе 1395 года, чтобы добиться лояльности господаря Стефана I Молдавского.
Франк Сеченьи в течение года финансово поддерживал усилия короля по организации Крестового похода на Никопол. В эти месяцы он был с Сигизмундом в Кронштадте (ныне Брашов в Румынии). После марта Сеченьи было поручено подготовить войну против узурпатора Влада I Валахийского в рамках крестового похода. Однако армия Стефана Лошончи была разбита и уничтожена турецко-валашскими войсками. Некоторые обвиняли Сеченьи в том, что он намеренно не предоставил передовые силы по личным причинам (ранее Лошончи разграбили три его деревни в Сольноке в 1390 году). Во второй половине 1395 года Сеченьи участвовал в той кампании, в ходе которой была предпринята попытка вернуть Мирчу на валашский трон. Вернувшись домой, он не смог помешать иррегулярным османским отрядам разграбить Бурзенланд в сентябре 1395 года. Сразу же после этого его сменил на посту воеводы Сцибор из Сцибожице (1348—1414), близкий друг короля Сигизмунда.
В конце года Франк Сеченьи отправился в паломничество в Святую Землю, которое продолжалось до весны 1396 года. Его сопровождал бывший вице-воевода Бартоломей Шоби, которому его попутчик пожаловал пять деревень в графстве Сомоги после их возвращения домой в мае 1396 года. Когда Сигизмунд и его королевская армия покинули королевство для крестового похода на Никополь, Сеченьи был одним из шести членов назначенного регентского совета — вместе с магистром казначейства Николасом Канижаи, королевским судьей Яношем Паштоем, графом Иштваном Лакфи, воеводой русским Яношем Каплаем и его братом Дезидерием Каплаем. Сигизмунд потерпел катастрофическое поражение при Никополе. Катастрофа вызвала гнев нескольких венгерских лордов, что привело к нестабильности в королевстве. После возникновения Лиги Канижаи и убийства Иштвана Лацкфи и его последователей в Кровавой битве при Крижевцах Сигизмунд назначил своих самых преданных людей придворными сановниками, в том числе Сеченьи, который стал королевским судьей в ноябре 1397 года. Он занимал этот пост в течение одиннадцати лет, вплоть до своей смерти. Он был одним из трех баронов, которые выступают гарантом обещанного состояния семьи Йольсвай, которая безуспешно пыталась выкупить и освободить Лейстаха Йольсвая, бывшего палатина Венгрии, попавшего в османский плен в битве при Никополе . В 1401 году Франк Сеченьи участвовал в заговоре против короля Венгрии Сигизмунда Люксембургского, который за эти неспокойные месяцы один раз был заключен в тюрьму и дважды свергнут. После этого он был помилован и снова поклялся в верности королю. Вскоре он присоединился к Лиге Сиклоша, состоящей из семей Гараи и Цилли, которые поддерживали Сигизмунда.